# 中原王朝に朝貢した政権の一覧
この一覧は未完成です。加筆、訂正して下さる協力者を求めています。

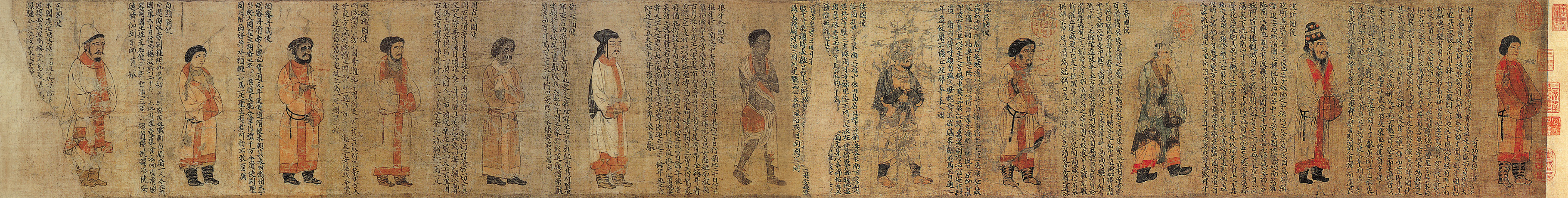
『職貢図』、6世纪梁朝。右から左へ: 滑/嚈噠人（エフタル）、波斯（ペルシア）、百済、亀茲、倭（日本）、狼牙脩（ランカスカ王国）、鄧至、周古柯、呵跋檀、胡密丹、白題、且末国。

本項は中原王朝に歴史的に朝貢した政権の一覧である。
朝貢国間の地位階層は朝貢体制の明確な要素であり、朝鮮やベトナムは日本や琉球諸島、シャム、ビルマ諸王国などを含むその他の国々よりも上に格付けされた。

## 朝貢国
| 朝貢した政権                                                                       | 現在のおおよその位置          |
| ---------------------------------------------------------------------------------- | ----------------------------- |
| 南匈奴（48年－304年）                                                              | 中国（華北）                  |
| 烏桓（後に曹魏に併合）                                                             | 中国（華北）                  |
| 鮮卑                                                                               | 中国（華北）                  |
| 回鶻                                                                               | 中国（華北）                  |
| 粛慎                                                                               | 中国（東北部）                |
| 夫余国                                                                             | 中国（東北部）                |
| 渤海国（後に遼に併合）                                                             | 中国（東北部）                |
| 楼蘭                                                                               | 中国（西北部）                |
| 大宛                                                                               | 中国（西北部）                |
| 高昌（後に唐に併合）                                                               | 中国（西北部）                |
| 月氏                                                                               | 中国（西北部）                |
| 于闐（ホータン）                                                                   | 中国（西北部）                |
| 亀茲                                                                               | 中国（西北部）                |
| 疏勒                                                                               | 中国（西北部）                |
| 焉耆                                                                               | 中国（西北部）                |
| 尉犁                                                                               | 中国（西北部）                |
| 吐蕃（641年－670年）                                                               | 中国（西南部）                |
| 吐谷渾                                                                             | 中国（西南部）                |
| 羌                                                                                 | 中国（西南部）                |
| 南詔国                                                                             | 中国（西南部）                |
| 大理国（後に元に併合）                                                             | 中国（西南部）                |
| 南越国（後に前漢に併合）                                                           | 中国（中南）                  |
| 夜郎国（後に前漢に併合）                                                           | 中国（中南）                  |
| 匈奴（前33年－11年）                                                               | モンゴル（外蒙古）            |
| 柔然                                                                               | モンゴル（外蒙古）            |
| 突厥                                                                               | モンゴル（外蒙古）            |
| 薛延陀                                                                             | モンゴル（外蒙古）            |
| 回鶻                                                                               | モンゴル（外蒙古）            |
| 黠戛斯（キルギス）                                                                 | ロシア                        |
| 骨利干                                                                             | ロシア                        |
| 流鬼国                                                                             | ロシア                        |
| 黒水部靺鞨                                                                         | ロシア                        |
| 野人女真                                                                           | ロシア                        |
| 奴国                                                                               | 日本                          |
| 倭国（16回の朝貢使）                                                               | 日本                          |
| 飛鳥時代（遣隋使（5回）、遣唐使（16回））                                          | 日本                          |
| 懐良親王                                                                           | 日本                          |
| 室町幕府（遣明使（20回））                                                         | 日本                          |
| 北山王国                                                                           | 日本                          |
| 中山王国                                                                           | 日本                          |
| 南山王国                                                                           | 日本                          |
| 琉球國（第一尚氏、第二尚氏）                                                       | 日本                          |
| 甌雒國（甌貉）                                                                     | ベトナム（越南）              |
| 万春國（野能）                                                                     | ベトナム（越南）              |
| 安南                                                                               | ベトナム（越南）              |
| 大越、大瞿越、大虞（呉朝、丁朝、前黎朝、李朝、陳朝、胡朝、後黎朝、莫朝）           | ベトナム（越南）              |
| 大南（阮朝）                                                                       | ベトナム（越南）              |
| 林邑 （唐代以前）、占城（宋代以後）                                                | ベトナム（越南）              |
| 衛氏朝鮮（後に前漢に併合）                                                         | 朝鮮半島                      |
| 高句麗（173回の朝貢使）                                                            | 朝鮮半島                      |
| 百済（45回）（後に唐に併合）                                                       | 朝鮮半島                      |
| 新羅（19回）                                                                       | 朝鮮半島                      |
| 統一新羅（8世紀に63回）                                                            | 朝鮮半島                      |
| 後高句麗                                                                           | 朝鮮半島                      |
| 後百済                                                                             | 朝鮮半島                      |
| 高麗（中国への高麗朝貢使）                                                         | 朝鮮半島                      |
| 朝鮮王朝（1392年から1450年の間に391回、1637年から1881年の間に435回）（朝鮮燕行使） | 朝鮮半島                      |
| 佛泥国（ボルネオ）                                                                 | ブルネイ                      |
| 渤泥                                                                               | ブルネイ                      |
| 文萊（ブルネイ）                                                                   | ブルネイ                      |
| 扶南                                                                               | カンボジア                    |
| 真臘                                                                               | カンボジア                    |
| 狼牙脩（ランカスカ王国）                                                           | マレーシアおよび インドネシア |
| ムラユ王国                                                                         | マレーシアおよび インドネシア |
| 赤土国                                                                             | マレーシアおよび インドネシア |
| シュリーヴィジャヤ王国                                                             | マレーシアおよび インドネシア |
| ケダ王国                                                                           | マレーシアおよび インドネシア |
| クランタン                                                                         | マレーシアおよび インドネシア |
| マラッカ王国                                                                       | マレーシアおよび インドネシア |
| 旧港（パレンバン）                                                                 | マレーシアおよび インドネシア |
| マジャパヒト王国                                                                   | マレーシアおよび インドネシア |
| 蘭芳共和国                                                                         | マレーシアおよび インドネシア |
| ルソン                                                                             | フィリピン                    |
| スールー・スルタン国                                                               | フィリピン                    |
| 古麻剌朗（フィリピン）                                                             | フィリピン                    |
| スコータイ王朝                                                                     | タイ（シャム）                |
| ラーンナー王朝                                                                     | タイ（シャム）                |
| アユタヤ王朝                                                                       | タイ（シャム）                |
| ラーンサーン王朝（南掌）                                                           | ラオス                        |
| ルアンパバーン王国（南掌）                                                         | ラオス                        |
| パガン王朝                                                                         | ミャンマー（ビルマ）          |
| アヴァ王朝                                                                         | ミャンマー（ビルマ）          |
| ペグー王朝                                                                         | ミャンマー（ビルマ）          |
| タウングー王朝                                                                     | ミャンマー（ビルマ）          |
| コンバウン王朝                                                                     | ミャンマー（ビルマ）          |
| ブータン                                                                           | ブータン                      |
| シッキム王国                                                                       | インド                        |
| ラダック                                                                           | インド                        |
| ハルシャ王朝                                                                       | インド                        |
| チョーラ朝                                                                         | インド                        |
| ヴィジャヤナガル王国                                                               | インド                        |
| グルカ                                                                             | ネパール                      |
| 烏孫                                                                               | カザフスタン                  |
| カルルク                                                                           | カザフスタン                  |
| カザフ・ハン国                                                                     | カザフスタン                  |
| 西突厥                                                                             | キルギス                      |
| チュルギシュ                                                                       | キルギス                      |
| 大宛（漢代）                                                                       | ウズベキスタン                |
| 寧遠国（唐代）                                                                     | ウズベキスタン                |
| 康居（漢代）                                                                       | ウズベキスタン                |
| 昭武九姓（唐代）                                                                   | ウズベキスタン                |
| カラクム                                                                           | トルクメニスタン              |
| クシャーナ朝                                                                       | アフガニスタン                |
| トハラ（唐代）                                                                     | アフガニスタン                |
| ティムール朝                                                                       | アフガニスタン                |
| バダフシャーン                                                                     | アフガニスタン                |
| サーサーン朝（ペーローズ）                                                         | イラン                        |
| イルハン朝（元代）                                                                 | イラン                        |
| 勃律（唐代）                                                                       | カシミール                    |
| ボロル（清代）                                                                     | カシミール                    |
| フンザ藩王国 （現在のギルギット）                                                  | パキスタン                    |
| シンハラ（獅子國）                                                                 | スリランカ                    |
| 後ウマイヤ朝                                                                       | アラビア                      |
| アッバース朝                                                                       | アラビア                      |
| モガディシュ                                                                       | ソマリア                      |
| 魯迷（明代）                                                                       | トルコ                        |
| 大秦（東ローマ帝国）                                                               |                               |
| 大秦（ローマ帝国）                                                                 |                               |
| ポルトガル（明代）                                                                 | ポルトガル                    |
| イングランド                                                                       | イギリス                      |
| オランダ                                                                           | オランダ                      |